# 里瓦达维亚
里瓦达维亚，是西班牙加利西亚自治区奥伦塞省的一个市镇。总面积25平方公里，总人口5397人（2001年），人口密度216人/平方公里。